# Pallas (syn Ewandra)
Pallas – postać z mitologii rzymskiej, syn Ewandra.
Przyjaźnił się z Eneaszem. U jego boku walczył z królem Turnusem, z którego to ręki zginął. Według innej wersji mitu przeżył jednak swojego ojca. Pochowany miał zostać na wzgórzu, które od jego imienia otrzymało nazwę Palatynu.